# Die Schöne und das Biest (Broadway-Musical)
Die Schöne und das Biest (Originaltitel: Beauty and the Beast) ist ein Musical, das von der Autorin Linda Woolverton, den Textern Howard Ashman und Tim Rice sowie dem Komponisten Alan Menken in Anlehnung an den gleichnamigen Walt-Disney-Zeichentrickfilm geschrieben wurde. Der Stoff basiert auf einem französischen Volksmärchen gleichen Namens. Es feierte am 18. April 1994 unter der Regie von Robert Jess Roth am Palace Theatre auf dem Broadway in New York seine Weltpremiere und erreichte bis heute rund 25 Millionen Menschen in 13 Ländern. Das Musical wurde für neun Tony Awards nominiert und gewann 1998 den Laurence Olivier Award.

## Handlung

### Zusammenfassung
Im Musical geht es um die märchenhafte Liebesgeschichte zwischen der schönen Belle und einem verwunschenen Prinzen, den eine Zauberin wegen seiner Unfreundlichkeit einst in ein Biest verwandelte. Erst wenn das Biest anderen Menschen Liebe gibt und sie von anderen empfängt, kann der Fluch gebrochen werden. Als Belle in seinem Schloss Unterschlupf sucht, versucht er mit Hilfe seiner Schlossdiener, Belles Herz zu erobern.

### Erster Akt
In einer kalten Winternacht sucht eine alte hässliche Frau im Schloss eines Prinzen Zuflucht, obwohl sie als Gegenleistung nichts als eine Rose bei sich hat. Arrogant und herzlos weist sie der Prinz ab, weil sie hässlich ist. Die alte Frau warnt ihn, dass wahre Schönheit aus dem Herzen kommt, aber der Prinz lässt sich nicht beirren. Daraufhin verwandelt sich die Frau in eine wunderschöne Zauberin und der Prinz bittet um Vergebung. Doch die Zauberin belegt das gesamte Schloss mit einem furchtbaren Fluch. Der Prinz verwandelt sich in ein schreckliches Biest und sein Gefolge in Hausrat wie Teetassen, Besen, Gabeln und Möbel. Erst wenn das Biest vor dem Fall des letzten Blütenblatts der verzauberten Rose zu lieben lernt und auch selbst Liebe empfängt, kann der Fluch gebrochen werden. Wenn die Rose alle Blüten verloren hat, sind die Schlossinsassen für immer ihrem Schicksal ergeben. Als einziges Fenster zur Außenwelt bleibt ihm ein magischer Spiegel, der ihm alles zeigt, was er sehen will. Als die Jahre vergehen, fällt das Biest in Depression und fragt sich, wer ein solch abscheuliches Monster wie ihn lieben könnte.
Derweil wohnt Belle mit ihrem Vater Maurice in einem kleinen französischen Dorf. Die Dorfbewohner beäugen sie wegen ihrer Vorliebe für Bücher argwöhnisch, doch wissen sie, dass sie die Schönste im Dorf ist. Das bemerkt schließlich auch Gaston, ein Jäger und der Besitzer der Taverne. Er drängt sie, ihn zu heiraten, aber Belle findet ihn unanständig und eingebildet.
Maurice testet indes seine verrückte Erfindung, jedoch gibt sie kurz darauf ihren Geist auf. Er redet sich ein, dass er nie etwas zustande bringen wird und ihn die Leute nie so akzeptieren werden, wie er ist. Doch Belle macht ihm wieder Mut und gemeinsam singen sie von ihrer gegenseitigen Zuneigung (Was auch geschieht, engl. No Matter What). Nachdem Maurice seine fahrbare Erfindung repariert hat, will er sie auf einem Wettbewerb vorführen. Belle schenkt ihm zum Abschied einen selbstgestrickten Schal. Maurice verfährt sich mit seiner Erfindung im Wald und wird von Wölfen aufgegriffen. Panisch vor Angst rennt er blind durch den Wald und landet zufällig beim Schloss des Biestes.
Lumière, der Oberkellner des Schlosses, der sich in einen Kerzenständer verwandelt hat, lässt ihn unter den Protesten von Herr von Unruh, dem Hausmeier, der nun eine Uhr darstellt, in das Schloss hinein. Die Diener des Hauses, alle in Form von Hausratsgegenständen, sorgen für ihn. Babette, ihres Zeichens ein Staubwedel, wärmt ihn auf und Madame Pottine, eine freundliche Teekanne, gießt ihm ein wenig Tee in ihren Sohn, der eine Teetasse ist. Als schließlich das Biest in den Raum kommt, ist es außer sich. Maurice habe Hausfriedensbruch begangen und er sperrt ihn als Gefangenen in das Schlossverlies.
Im Dorf macht sich derweil Gaston bereit, Belle zu heiraten. Als er sie sieht, besingt er sie mit einem selbstdarstellenden Heiratsantrag (Ich , engl. Me). Sie weist ihn erneut ab und lässt ihn verwirrt zurück. Als sie sich versichert hat, dass er außer Reichweite ist, beteuert sie ihren Wunsch nach Reisen und Entdecken und dass sie dem Provinzleben entkommen will (Belle Reprise). Kurz darauf begegnet sie Lefou, dem Handlanger von Gaston, der Maurices Schal trägt. Belle realisiert, dass ihrem Vater etwas zugestoßen sein muss, und sie bittet Lefou, sie dahin zu führen, wo er den Schal gefunden hat. Doch er will nicht und Belle macht sich allein auf den Weg. Auch sie führt es zum Schloss, wo sich Lumière und Herr von Unruh gegenseitig trösten. Bis die letzte Rosenblüte fällt, ist nicht mehr viel Zeit.
Als Belle das Schloss betritt, erkennen die Schlossdiener, dass sie als junge Frau diejenige ist, die den Fluch brechen könnte. Belle gelangt in das Verlies und findet dort ihren Vater, doch das Biest ist nicht bereit, ihn ohne Weiteres gehen zu lassen. Aus Angst, ihr Vater könne im Kerker sterben, opfert sich Belle und bietet sich anstelle ihres Vaters als Gefangenen an. Das Biest ist einverstanden und Maurice darf gehen. Belle muss von nun an für immer im Schloss bleiben. Lumière überredet das Biest, Belle doch wenigstens eine angemessene Bleibe zu geben, wenn sie schon für immer bleibt. Sie wird auf ihr Zimmer gebracht und angewiesen, an diesem Abend mit dem Biest zu speisen. Sie versucht ihre neue Situation zu akzeptieren (Zuhause, engl. Home). Sie macht Bekanntschaft mit Madame de la Grande Bouche, einer Operndiva, die sich in einen Kleiderschrank verwandelt hat. Die Diener versuchen, Belle ausgehfertig zu machen, doch sie will nicht mit dem Biest speisen.
In der Dorftaverne ist Gaston deprimiert, weil Belle ihm einen Korb gegeben hat. Die Leute muntern ihn wieder auf, indem sie ein Loblied auf ihn singen (Gaston). Maurice stürmt herein und versucht den Anwesenden zu erklären, was mit Belle passiert ist. Doch die Dorfbewohner denken, er ist verrückt, und Maurice entscheidet sich dafür, Belle allein zu retten. Gaston hat in diesem Moment eine Idee, die er Lefou mitteilt (Gaston Reprise).
Im Schloss ist Herrn Unruh inzwischen eine Aufziehkurbel gewachsen, was ihn sehr traurig macht. Das macht den Dienern des Hauses klar, dass sie für immer in der Gestalt der Gegenstände bleiben müssen, wenn der Fluch nicht bald gebrochen wird. Da erscheint das Biest und will wissen, wo Belle ist. Als er erfährt, dass sie nicht zum Essen kommt, stürmt er in ihr Gemach und befiehlt ihr, am Dinner teilzunehmen. Das jedoch lehnt sie weiterhin ab, selbst nachdem sich das Biest dazu überwunden hat, »bitte« zu sagen. Das Biest wird daraufhin sehr verärgert und droht ihr, sie werde gar nichts zu essen bekommen, wenn sie nicht mit ihm speise. Die Hausdiener sehen ihre Chancen schwinden, eines Tages wieder normale Menschen zu sein, doch Madame Pottine muntert sie wieder auf, nicht aufzugeben. Das Biest sieht in den Spiegel und erblickt Belle, wie sie sich ihm weiterhin verweigert (Wie lang noch soll das gehen?, engl. How Long Must This Go On?).
Als Belle schließlich hungrig wird, wagt sie sich in das Schloss, wo sie auf die Diener trifft. Ihre Frage nach dem Abendbrot wird sofort von Herrn Unruh zurückgewiesen, aber die anderen überreden ihn letztendlich zum Einlenken. Während Lumière feierlich das Menü serviert, unterhalten er und alle anderen Diener des Schlosses Belle mit einer fulminanten Cabaret-Show (Sei unser Gast, engl. Be Our Guest).
Nach dem Essen wird Belle unter der Führung von Herrn Unruh durch das Schloss geführt. Während der Tour setzt sich Belle heimlich beim Westflügel, dem einzigen Teil des Schlosses, den ihr das Biest eindringlich verboten hatte zu betreten, ab. Dort sieht sie schließlich die verzauberte Rose. Als sie versucht, sie zu berühren, stürmt das Biest wütend herbei und schreit sie an, sie soll verschwinden. Als sie versucht, den Flügel zu verlassen, ergreift es sie unsanft. Erschrocken, dass er sie so grob berührt hat, verlässt sie das Schloss eiligst. Das Biest begreift, dass es etwas falsch gemacht hat, doch es ist zu spät, sich zu entschuldigen (Wie kann ich sie lieben, engl. If I Can’t Love Her).

### Zweiter Akt
Auf ihrer Flucht triff Belle auf ein Wolfsrudel, doch das Biest kommt ihr zu Hilfe. Sie hat die Gelegenheit zur Flucht, aber sie bemerkt, dass das Biest verletzt ist, und bringt es zurück zum Schloss. Dort pflegt sie es und das Biest bietet ihr die Schlossbibliothek zum Stöbern an. Die Schlossdiener bemerken die neue Freundschaft zwischen den beiden (Wer hätt’s gedacht, engl. Something There).
Belle kommt auf die Idee, zusammen mit dem Biest ein Buch zu lesen; doch sie bemerkt, dass es nicht lesen kann. Sie bietet ihm an, es ihm beizubringen; doch erst mit dem Versprechen, sie werde mit ihm speisen, kann sie ihn dazu überreden. Die Schlossdiener freuen sich darauf, bald wieder richtige Menschen zu werden (Mensch wieder sein, engl. Human Again).
Währenddessen treffen sich Gaston und Lefou mit dem Leiter des Irrenhauses, Monsieur d’Arque. Gaston bittet ihn, Maurice für verrückt zu erklären und ihn einzusperren, um Belle damit zu zwingen, ihn zu heiraten (Maison des Lunes).
Als das Biest sich für das Abendessen bereit macht, teilt er Lumière und Herrn Unruh seine Bedenken mit, Belle könne über ihn lachen, wenn er ihr seine Liebe gestehe. Sie stärken sein Selbstbewusstsein, indem sie ihm bestätigen, wie ansehnlich er sich herausgeputzt hat. Belle erscheint und sie haben ein wunderbares Dinner. Sie tanzen miteinander (Die Schöne und das Biest, engl. Beauty And The Beast). In dem Moment, wo das Biest Belle seine Liebe gestehen will, klagt sie darüber, ihren Vater nicht sehen zu können. Das Biest erlaubt ihr daraufhin, in den magischen Spiegel zu schauen. Sie sieht, dass ihr Vater sich im Wald verlaufen hat. Hin- und hergerissen, was es eigentlich will, lässt das Biest sie ziehen und schenkt ihr den Spiegel. Herr Unruh, Madame Pottine und Lumière treten auf den Plan, um ihm zu dem fantastischen Abendessen zu gratulieren, und sind niedergeschlagen, als sie erfahren, dass Belle fort ist. Madame Pottine bemerkt, dass er sie liebt und dass die Liebe nur noch erwidert werden muss.
Als Maurice und Belle wieder zu Hause sind, fragt Maurice Belle, wie sie dem Biest entkommen konnte. Sie erzählt ihrem Vater, wie das Biest sie hat gehen lassen und wie sich ihre Erwartungen vom Leben verändert haben (Wandel, engl. A Change in Me). Danach erscheint eine Gruppe aus dem Dorf, die Maurice in das Irrenhaus bringen möchte. Gaston bietet Belle an, ihren Vater zu retten, wenn sie ihn heiratet, doch sie lehnt ab. Belle will beweisen, dass ihr Vater nicht verrückt ist, und zeigt den Dorfbewohnern das Biest im Spiegel. Sie bekommen es mit der Angst zu tun. Gaston überspielt seine Angst und überzeugt die Leute, das Biest sei eine Bedrohung für die Dorfgemeinschaft und müsse getötet werden (Tod dem Biest, engl. Mob Song).
Die Leute aus dem Dorf ziehen zum Schloss und verwickeln die Schlossdiener in einen Kampf. Gaston kämpft mit dem Biest, doch das Biest, niedergeschlagen in dem Glauben, Belle werde nie zurückkehren, wehrt sich nicht. Er verteidigt sich nur selber, als Gaston davon spricht, Belle zu heiraten. Als das Biest Gaston schließlich töten will, begreift es, dass es es nicht über sein Herz bringt, jemanden zu töten. Gaston ergreift die Gunst der Stunde und rammt dem Biest einen Dolch in den Rücken. In dem Moment verliert Gaston das Gleichgewicht und fällt vom Dach. Inzwischen ist Belle bei dem Biest. Er legt seinen Kopf in ihren Schoß und ist dabei zu sterben. Belle beginnt zu weinen und sagt, dass sie ihn liebt, noch kurz bevor das letzte Blütenblatt der Rose zu Boden fällt. Das bricht den Zauber und das Biest verwandelt sich in einen schönen Prinzen. Auch die Schlossdiener werden wieder zu Menschen. Das Biest und Belle küssen sich. Am Ende ist Belle auch wieder mit ihrem Vater vereint und singt mit allen Figuren das Schlusslied (Die Schöne und das Biest Reprise, engl. Beauty And The Beast Reprise).

## Auszeichnungen
- Tony Awards 1994
  - Beste Kostüme (Ann Hould-Ward)
    - nominiert für:
    - Bestes Musical
    - Bester Hauptdarsteller in einem Musical (Gary Beach)
    - Bester Hauptdarsteller in einem Musical (Terrence Mann)
    - Beste Hauptdarstellerin in einem Musical (Susan Egan)
    - Bestes Musicallibretto (Linda Woolverton)
    - Beste Originalmusik (Alan Menken, Howard Ashman und Tim Rice)
    - Beste Musicalregie (Robert Jess Roth)
    - Bestes Lichtdesign (Natasha Katz)
- Drama Desk Awards 1994
  - nominiert für:
    - Bestes Musical
    - Bester Hauptdarsteller in einem Musical (Terrence Mann)
    - Beste Hauptdarstellerin in einem Musical (Susan Egan)
    - Beste Nebendarstellerin in einem Musical (Burke Moses)
    - Beste Choreographie (Matt West)
    - Beste Orchestration (Danny Troob)
    - Beste Texte (Howard Ashman, Tim Rice)
    - Beste Musik (Alan Menken)
    - Bestes Sounddesign (T. Richard Fitzgerald)
    - Beste Spezialeffekte (Jim Steinmeyer, John Gaughan)
- Theatre World Award
  - für Burke Moses
- Laurence Olivier Award

## Das Stück in Österreich, Deutschland und der Schweiz
Zur deutschsprachigen Uraufführung in Europa gelangte das Disney-Musical am 28. September 1995 am Raimund Theater in Wien, wo Ethan Freeman die Hauptrolle des Biests verkörperte. Steve Barton übernahm dann ab dem 1. Dezember 1996 die Hauptrolle des verwunschenen Prinzen und kam aus diesem Grund nach mehr als 12 Jahren Absenz wieder an die Vereinigten Bühnen nach Wien zurück. Caroline Vasicek war an der Seite beider Herren in der Hauptrolle als die Schöne zu sehen. Am 30. Juni 1997 fand nach einer Laufzeit von insgesamt 22 Monaten und über 600.000 Besuchern die letzte Vorstellung des Musicals in Wien statt.
In Deutschland wurde Die Schöne und das Biest bisher im Palladium Theater Stuttgart und im Metronom Theater Oberhausen sowie im Berliner Theater am Potsdamer Platz aufgeführt. In der Hauptrolle als Biest (Original Cast) war Uwe Kröger von Dezember 1997 bis Dezember 2000 in Stuttgart zu sehen. Leah Delos Santos spielte die Hauptrolle der Schönen.
Am 18. Dezember 2005 feierte das Disney-Musical Premiere im Metronom Theater Oberhausen (früheres TheatrO CentrO, welches zu diesem Zweck von einem modernen Theater mit mehreren Stegen und Satellitenbühnen in ein traditionelles Guckkastentheater umgebaut wurde). Produziert wird die Show von Stage Entertainment. Bei der Oberhausener Inszenierung handelt es sich aber um eine im Vergleich zur Broadway (oder Stuttgarter) Version sehr abgespeckte Version was Bühne, Kostüme und Effekte angeht. Die bombastische Rückverwandlung des Biestes ist in dieser Version auf einen simplen „Kleidungswechsel“, der durch etwas Rauch kaschiert wird, reduziert. Das deutlich verkleinerte Orchester kann unmöglich den vollen Klang der raffinierten Partitur, den Freunde des Originals so lieben, wiedergeben. Dafür enthält die neue Version nun Belles zusätzlichen Solosong "Change In Me" welcher bisher nur in der erweiterten englischen Fassung zu sehen war.
Im Sommer 2011 fand beim Magdeburger DomplatzOpenAir die Freilicht-Premiere in einer eigens dafür entwickelten Inszenierung statt. Die Titelrollen übernahmen – wie in Berlin und Oberhausen – Leah Delos Santos und Yngve Gasoy-Romdal.
Vom 26. Juli 2013 bis 17. August 2013 wurde das Musical auf der Felsenbühne Staatz erstmals in einer Freilicht-Aufführung in Österreich von Werner Auer inszeniert. Die erste deutschsprachige Amateuraufführung fand am 11. Juni 2016 am Goldberg-Gymnasium in Sindelfingen statt.
Die Walensee-Bühne bei Walenstadt in der Schweiz zeigte das Musical 2018.

## Premierenbesetzungen
| Rolle                       | in New York      | in London             | in Wien          | in Stuttgart                   | in Oberhausen              | in Berlin                       | in Magdeburg              | in Staatz         |
| --------------------------- | ---------------- | --------------------- | ---------------- | ------------------------------ | -------------------------- | ------------------------------- | ------------------------- | ----------------- |
| Das Biest                   | Terrence Mann    | Alasdair Harvey       | Ethan Freeman    | Kevin Tarte / Uwe Kröger       | Yngve Gasoy-Romdal         | Yngve Gasoy-Romdal / Jan Ammann | Yngve Gasoy-Romdal        | Werner Auer       |
| Belle                       | Susan Egan       | Julie-Alanah Brighten | Caroline Vasicek | Leah Delos Santos              | Leah Delos Santos          | Leah Delos Santos               | Leah Delos Santos         | Tanja Petrasek    |
| Lumière                     | Gary Beach       | Derek Griffiths       | Viktor Gernot    | Viktor Gernot / Thierry Gondet | Ingolf Lück                | Uli Scherbel                    | Thomas Wißmann            | Florian Stanek    |
| Madame Pottine (Mrs. Potts) | Beth Fowler      | Mary Millar           | Rosita Mewis     | Cristina Grimandi              | Barbara Raunegger          | Barbara Raunegger               | Undine Dreißig            | Eveline Schloffer |
| Herr von Unruh (Cogsworth)  | Heath Lamberts   | Barry James           | Heinz Zuber      | Peter Faerber                  | Claus Dam                  | Claus Dam                       | Markus Liske              | Ludwig Flessl     |
| Gaston                      | Burke Moses      | Burke Moses           | Kevin Tarte      | Marc G. Dalio                  | Kevin Kraus                | Kevin Kraus                     | Alexander di Capri        | Reinhard Reiskopf |
| Lefou                       | Kenny Raskin     | Richard Gauntlett     | Eric Minsk       | Werner Bauer                   | Bernd Julius Arends        | Bernd Julius Arends             | Raphael Nicholas          | Nicholas Harras   |
| Babette                     | Stacey Logan     | Rebecca Thornhill     | Ann Mandrella    | Ann Mandrella                  | Natacza Soozie Boon        | Natacza Soozie Boon             | Jenny Stark               | Elisabeth Sikora  |
| Madame de la Grande Bouche  | Eleanor Glockner | Di Botcher            | Marika Lichter   | Tersia Potgieter               | Tersia Potgieter           | Tersia Potgieter                | Gabriele Stoppel-Bachmann | Marja Hennicke    |
| Maurice                     | Tom Bosley       | Norman Rossington     | Rudolf Wasserlof | Horst Krüger                   | Tamas Ferkay/Daniel Coninx | Daniel Coninx                   | Peter Wittig              | C.A. Fath         |

## Spielorte
Jeweils mit den Premierenterminen bzw. dem Spielzeitraum.

### Deutschsprachige Aufführungen

#### Ensuite-Produktionen
- Wien: Raimundtheater: Premiere: 28. September 1995, Derniere: 29. Juni 1997
- Stuttgart: Palladium Theater: Premiere: 5. Dezember 1997, Derniere: 22. Dezember 2000
- Oberhausen: Metronom Theater: Premiere: 18. Dezember 2005, Derniere: 28. Januar 2007
- Berlin: Theater am Potsdamer Platz: Premiere: 9. März 2007, Derniere: 10. September 2007

#### Tour-Produktion (seit 2010)
Bei der Tour-Produktion handelt es sich um eine deutschsprachige Produktion des Budapester Operettentheaters.
- München: Prinzregententheater: Premiere: 18. Dezember 2010, Derniere: 27. Dezember 2010
- München: Deutsches Theater: Premiere: 27. Oktober 2011, Derniere: 19. November 2011
- Köln: Musical Dome: Premiere: 1. Dezember 2011, Derniere: 18. Dezember 2011
- Tournee (Dresden, Mannheim): Premiere: 12. Juli 2012, Derniere: 12. August 2012
- Tournee (Wien, Frankfurt): Premiere: 29. November 2012, Derniere: 6. Januar 2013
- Baden-Baden: Festspielhaus Baden-Baden: Premiere: 23. Januar 2013, Derniere: 27. Januar 2013
- Tournee (Leipzig, Köln, Hamburg): Premiere: 12. Juli 2013, Derniere: 18. August 2013
- Tournee (Zürich, Essen, Bremen): Premiere: 27. November 2013, Derniere: 12. Januar 2014
- Hannover: Opernhaus Hannover: Premiere: 30. Juli 2014, Derniere: 10. August 2014
- Tournee (Berlin, München): Premiere: 28. November 2014, Derniere: 11. Januar 2015
- Düsseldorf: Deutsche Oper am Rhein: Premiere: 1. Juli 2015, Derniere: 12. Juli 2015
- Köln: Musical Dome: Premiere: 9. September 2015, Derniere: 27. September 2015
- Basel: Musical Theater: Premiere: 25. November 2015, Derniere: 13. Dezember 2015
- Essen: Colosseum Theater: Premiere: 25. Dezember 2015, Derniere: 3. Januar 2016
- Tournee (Frankfurt, Duisburg): Premiere: 13. Juli 2016, Derniere: 31. Juli 2016
- Tournee (Berlin, Zürich, Wien, Baden-Baden): Premiere: 8. Dezember 2016, Derniere: 22. Januar 2017
- Tournee (Graz, Dresden, Linz): Premiere: 28. Juni 2017, Derniere: 20. August 2017
- Tournee (Bremen, Köln, Frankfurt, Luxemburg): Premiere: 6. Dezember 2017, Derniere: 21. Januar 2018
- Leipzig: Oper Leipzig: Premiere: 4. Juli 2018, Derniere: 8. Juli 2018
- Mannheim: Nationaltheater Mannheim: Premiere: 30. Juli 2018, Derniere: 5. August 2018
- Frankfurt: Alte Oper: Premiere: 22. August 2018, Derniere: 26. August 2018
- Tournee (Wien, Bregenz, München, Nürnberg, Essen, Köln, Berlin): Premiere: 7. November 2018, Derniere: 20. Januar 2019
- Köln: Musical Dome: Premiere: 21. November 2019, Derniere: 1. Dezember 2019
- Tournee (München, Köln): Premiere: 18. Dezember 2019, Derniere: 19. Januar 2020

#### OpenAir Produktionen
- Magdeburg: DomplatzOpenAir: Premiere: 17. Juni 2011, Derniere: 9. Juli 2011
- Staatz: Felsenbühne Staatz: Premiere: 26. Juli 2013, Derniere: 17. August 2013
- Walenstadt: Walensee-Bühne: Premiere: 20. Juni 2018, Derniere: 28. Juli 2018[2]

Das Theater Magdeburg hatte die Aufführungsrechte für die Disney-Version von „Die Schöne und das Biest“ erhalten und brachte im Sommer 2011 eine Open-Air-Version auf den Magdeburger Domplatz. Das Stück mit Songs von Alan Menken wurde von Helga Wolf inszeniert. Die Titelrollen übernahmen – wie zuletzt bei der Stage-Entertainment-Produktion des Musicals in Oberhausen und Berlin – Leah Delos Santos und Yngve Gasoy-Romdal.

### Internationale Spielorte
- 18. April 1994 – New York City, Palace Theatre (Weltpremiere)
- 8. Juni 1995 – Melbourne, Princess Theatre
- 23. November 1995 – Tokio, Akasaka Musical Theatre
- 8. Mai 1997 – Mexiko-Stadt, Teatro Orfeon
- 13. Mai 1997 – London, Dominion Theatre
- 26. November 1998 – Buenos Aires, Opera Theatre
- 2. Dezember 2000 – Madrid, Teatro Lope de Vega
- 8. August 2004 – Seoul, LG Arts Centre
- 2. Oktober 2005 – Amsterdam, Koninklijk Theater Carré
- 25. Januar 2007 – Antwerpen, Stadsschouwburg Antwerpen

## Weitere Musicals
Nebst dem Broadway-Musical gibt es weitere Adaptionen von Die Schöne und das Biest:
- Die Schöne und das Biest, Musical von Martin Doepke (1994)
- Die Schöne und das Biest, Familienmusical des Theater Liberi (2015)[3]